# La rivale di mia moglie
La rivale di mia moglie (Genevieve) è un film del 1953 diretto da Henry Cornelius.

## Trama
Due coppie di amici (una accompagnata dal proprio cane) vengono coinvolte nell'annuale rally di auto storiche Londra-Brighton con una Darracq del 1904 e con una Spyker del 1905.

## Produzione
È uno dei primi film automobilistici della storia, sia pure in stile commedia. La sceneggiatura è stata scritta da William Rose. Il tema principale della colonna sonora fu composto ed eseguito da Larry Adler, mentre il compositore Graham Whettam venne incaricato di scrivere la partitura orchestrale incorporandovi il motivo di Adler. Numeri di danza furono aggiunti da Eric Rogers.

## Riconoscimenti
- 1954 - British Academy of Film and Television Arts
  - Miglior film britannico